# Franck Maubert
Pour les articles homonymes, voir Maubert.
Franck Maubert, né le 24 octobre 1955 à Provins, est un essayiste et romancier français.

## Biographie
Après avoir été critique d’art à L’Express de 1979 à 1985, il collabore à divers journaux (Le Matin, Globe, Beaux-Arts magazine…) et revues. Il est l'initiateur d'émissions de télévision (Bains de minuit / La Cinq, Paris Dernière/ Top Flop sur Paris Première, rédacteur de chef de Bas les masques (France 2) ainsi que co-réalisateur avec Mathias Ledoux et auteur d'un film documentaire pour Canal + : Monsieur Dior (1994) commenté par Jean-Claude Brialy.
Il abandonne ensuite ses activités journalistiques pour se consacrer à l’écriture et quitte Paris pour se réfugier à la campagne en Touraine où il écrit de nombreux essais sur l’art où il s’intéresse aux processus de création en peinture et sculpture. Ses livres sur Robert Malaval (« Visible la nuit »), Francis Bacon (« L’odeur du sang humain ne me quitte pas des yeux/Conversations avec Francis Bacon », « Avec Bacon ») et Giacometti (« Le Dernier modèle » pour lequel il reçoit le Prix Renaudot essai 2012, « l’Homme qui marche ») sont traduits en plusieurs langues. Parallèlement, il questionne à travers des romans plus intimes ses origines, son enfance : « Le père de mon père », « L’eau qui passe » (Prix Jean Freustié 2019). Son livre « Histoires naturelles »,, une ode à la nature, suite de 17 textes, paru au Mercure de France en 2022, souligne son rapport intime à la nature. Dans L’Humanité, Vincent Roy écrit : «  Qu'est-ce qu'un style ? L'invention d'une liberté. Celle de Maubert est inouïe. Il la trouve dans le roman de la nature. Voici l'un des plus beaux livres de ce début d'année. »

## Œuvres
- 1985 : La Peinture moderne, éd. Nathan
- 1986 : Orsay peinture, avec Jean Selz, éd. Nathan
- 1991 : Voyeur de première, éd. Mentha, éd. La  Table Ronde
- 1997 : Lexique toxique (avec Roland Topor), éd. Michel Lafon
- 2002 : Est-ce bien la nuit ?,  éd. Stock
- 2003 : Près d'elles, éditions Flammarion
- 2005 : Le Paris de Lautrec, éd. Assouline
- 2005 : Gainsbourg for ever, éd. Scali
- 2005 : La Mélancolie de Nino, éd. Scali
- 2006 : Maeght, l'Aventure de l'art vivant, avec Isabelle Maeght et Yoyo Maeght, éditions de La Martinière
- 2008 : Le Père de mon père, éd. Philippe Rey
- 2009 : L'odeur du sang humain ne me quitte pas des yeux : Conversations avec Francis Bacon, éditions Mille et une nuits / Fayard
- 2012 : Le Dernier modèle, éd. Mille et une nuits / Fayard / Pluriel – Prix Renaudot de l'essai 2012[9]
- 2013 : Ville close, éd. Écriture
- 2013 : Gainsbourg à rebours, éd. Fayard
- 2014 : Visible la nuit, éd. Fayard
- 2015 : Les Uns contre les autres, éd. Fayard
- 2016 : L'Homme qui marche, éd. Fayard
- 2018 : L'Eau qui passe, éd. Gallimard, coll. Blanche  – Prix Jean-Freustié 2019
- 2019 : Avec Bacon, éd. Gallimard, coll. Blanche
- 2020 : Le bruit de la mer, éd. Flammarion
- 2020 : Le brochet, éd. La Pionnière
- 2021 : Le brochet, l'anguille, l'escargot, La Pionnière
- 2022 : Histoires naturelles, éd. Mercure de France
- 2023 : Une odeur de sainteté, éd. Mercure de France
- 2023 : Bacon - éclats d'une vie, illustrations de Stéphane Manel, éd. Seghers
- 2024  : Avec Pierre de Ronsard, éd. Mercure de France – Prix François-Sommer 2025[10]